# Fabiano Joseph
Fabiano Joseph (Fabiano Joseph Naasi; * 24. Dezember 1985 in Babati) ist ein tansanischer Langstreckenläufer.

## Leben
Beim 10.000-Meter-Lauf der Leichtathletik-Weltmeisterschaften 2003 in Paris/Saint-Denis belegte er den 13. Platz. Kurz darauf lief er dieselbe Distanz in 27:32,63 min und holte Silber bei den Halbmarathon-Weltmeisterschaften in Vilamoura. Im Jahr darauf wurde er Siebter bei den Crosslauf-Weltmeisterschaften in Brüssel, Zehnter beim 10.000-Meter-Lauf der Olympischen Spiele 2004 in Athen und wiederholte seinen zweiten Platz bei den Halbmarathon-Weltmeisterschaften in Neu-Delhi. Bei den Weltmeisterschaften 2005 in Helsinki belegte er den 15. Platz über 5000 Meter. 
Sein bislang größter Erfolg gelang ihm bald darauf, als er im dritten Anlauf bei den Halbmarathon-Weltmeisterschaften in Edmonton mit einer Zeit von 1:01:08 h den Weltmeistertitel errang. Auch bei den Commonwealth Games 2006 in Melbourne schnitt er gut ab. Über 5000 Meter wurde er Fünfter in seiner persönlichen Bestzeit von 13:12,76 min, und über 10.000 Meter holte er Bronze in 27:51,99 min. Im selben Jahr wurde er beim Great Manchester Run über 10 km Zweiter mit dem tansanischen Rekord von 27:41 min und siegte beim Bogotá-Halbmarathon. Auf der Marathonstrecke lief es dagegen bislang weniger gut für ihn. Das bislang einzige Mal, dass er das Ziel erreichte, war beim Amsterdam-Marathon 2006 als Zehnter in 2:13:24 h.
2008 blieb er als Vierter des RAK-Halbmarathons zum ersten Mal auf der Halbmarathondistanz unter einer Stunde und verbesserte sich über 10.000 Meter auf 27:19,72 min. Über diese Distanz kam er bei den Olympischen Spielen in Peking auf den neunten und bei den Leichtathletik-Weltmeisterschaften 2009 in Berlin auf den 13. Platz.
Fabiano Joseph ist mit Josephine Deemay (* 1986) verheiratet, die Fünfte beim Marathon der Commonwealth Games 2006 wurde.

## Bestzeiten
- 3000 m: 7:54,12 min, 8. Juni 2004, Saragossa
- 5000 m: 13:12,76 min, 20. März 2006, Melbourne
- 10.000 m: 27:19,72 min, 24. Mai 2008, Hengelo
- 10-km-Straßenlauf: 27:41 min, 21. Mai 2006, Manchester (tansanischer Rekord)
- Halbmarathon: 59:56 min, 8. Februar 2008, Ra’s al-Chaima
- Marathon: 2:13:24 h, 15. Oktober 2006, Amsterdam